# Wide Open (альбом)
«Wide Open» — третий альбом американского кантри-певца Джейсона Олдина, выпущенный 7 апреля 2009 года на лейбле Broken Bow Records. Альбом дебютировал на 4 месте в американском хит-параде Billboard 200 и на 2 месте в чарте Top Country Albums. С альбома вышло четыре сингла, три из которых возглавили чарт кантри-синглов Billboard. Сингл «She’s Country» стал его вторым хитом номер один в чарте в мае 2009 года и первым номером один после «Why» в мае 2006 года. За ним последовали релизы «Big Green Tractor» и «The Truth», которые также возглавили чарт в сентябре 2009 и феврале 2010 года соответственно. «Crazy Town» — четвёртый сингл с альбома, который занял 2-е место.

## Отзывы
| Оценки критиков            | Оценки критиков |
| Источник                   | Оценка          |
| -------------------------- | --------------- |
| Allmusic                   | [ 1 ]           |
| Entertainment Weekly       | B               |
| MSN Music (Consumer Guide) | [ 3 ]           |

Стивен Томас Эрлевайн из Allmusic отметил, что «В конце 2000-х Джейсон Олдин незаметно превратился в настоящую звезду кантри — не из тех, кто исполняет поп-хиты, а из тех, кто стабильно попадает в десятку лучших кантри-музыкантов, готовясь к кроссовер-хиту. У него есть песни о девушках из маленького городка с мечтами о большом городе, воспевания Нэшвилла, скорбные причитания о его буйном нраве, мелодия о его большом зелёном тракторе, песни о любви к стране и девушкам из страны. Олдин привносит в своё кантри много рока. Он не обязательно превращает знакомое в нечто свежее, но его острый, простой голос придаёт Wide Open особую выразительность, заставляя баллады чувствовать себя интимно, а гимны вечеринок — не слишком шумно. Здесь нет ничего слишком рискованного, ничего слишком мягкого, просто прямой выстрел по середине дороги — дороги, проходящей через подразделение, которое становится запоминающимся только благодаря повторению».

## Коммерческий успех
Альбом дебютировал на втором месте в кантри-чарте Top Country Albums и под номером 4 в Billboard 200 с продажами 109 000 копий в США за первую неделю.
По состоянию на апрель 2011 года в США было продано 1,4 миллиона копий альбома. 31 января 2017 года альбом был сертифицирован RIAA как дважды платиновый за два миллиона проданных единиц.

## Список композиций
| №                   | Название                       | Автор(ы)                                    | Длительность |
| ------------------- | ------------------------------ | ------------------------------------------- | ------------ |
| 1.                  | «Wide Open»                    | Albert Jackson Wendell Mobley Neil Thrasher | 4:00         |
| 2.                  | «This I Gotta See»             | Tony Martin Thrasher                        | 3:57         |
| 3.                  | «Fast»                         | Michael Dulaney Tom Shapiro Thrasher        | 4:14         |
| 4.                  | «Crazy Town»                   | Rodney Clawson Brett Jones                  | 3:03         |
| 5.                  | «Don't Give Up on Me»          | Brett James Troy Verges                     | 3:40         |
| 6.                  | «She’s Country»                | Bridgette Tatum Danny Myrick                | 3:38         |
| 7.                  | «On My Highway»                | James Kelly Archer Justin Weaver            | 3:47         |
| 8.                  | «Keep the Girl»                | Jason Aldean Mobley Thrasher                | 4:30         |
| 9.                  | «Big Green Tractor»            | Jim Collins David Lee Murphy                | 3:24         |
| 10.                 | «The Truth»                    | James Ashley Monroe                         | 3:58         |
| 11.                 | «Love Was Easy»                | David Frasier Weaver                        | 3:34         |
| 12.                 | «The Best of Me» (bonus track) | Brantley Gilbert                            | 4:24         |
| Общая длительность: | Общая длительность:            | Общая длительность:                         | 41:53        |

## Позиции в чартах
| Чарт (2009)                        | Высшая позиция |
| ---------------------------------- | -------------- |
| США (Billboard 200)                | 4              |
| США (Billboard Top Country Albums) | 2              |
| США (Billboard Independent Albums) | 1              |

| Чарт (2009)                       | Позиция |
| --------------------------------- | ------- |
| US Billboard 200                  | 36      |
| US Top Country Albums (Billboard) | 8       |
| Чарт (2010)                       | Позиция |
| US Billboard 200                  | 41      |
| US Top Country Albums (Billboard) | 8       |

### Синглы
| Год  | Сингл               | Высшая позиция | Высшая позиция | Высшая позиция |
| Год  | Сингл               | US Country     | US             | CAN            |
| ---- | ------------------- | -------------- | -------------- | -------------- |
| 2008 | «She’s Country»     | 1              | 29             | 90             |
| 2009 | «Big Green Tractor» | 1              | 18             | 54             |
| 2009 | «The Truth»         | 1              | 40             | 79             |
| 2010 | «Crazy Town»        | 2              | 51             | 85             |

## Сертификации
| Регион     | Сертификация  | Продажи   |
| ---------- | ------------- | --------- |
| США (RIAA) | 2× Платиновый | 1,400,000 |